# Scott D. Emr

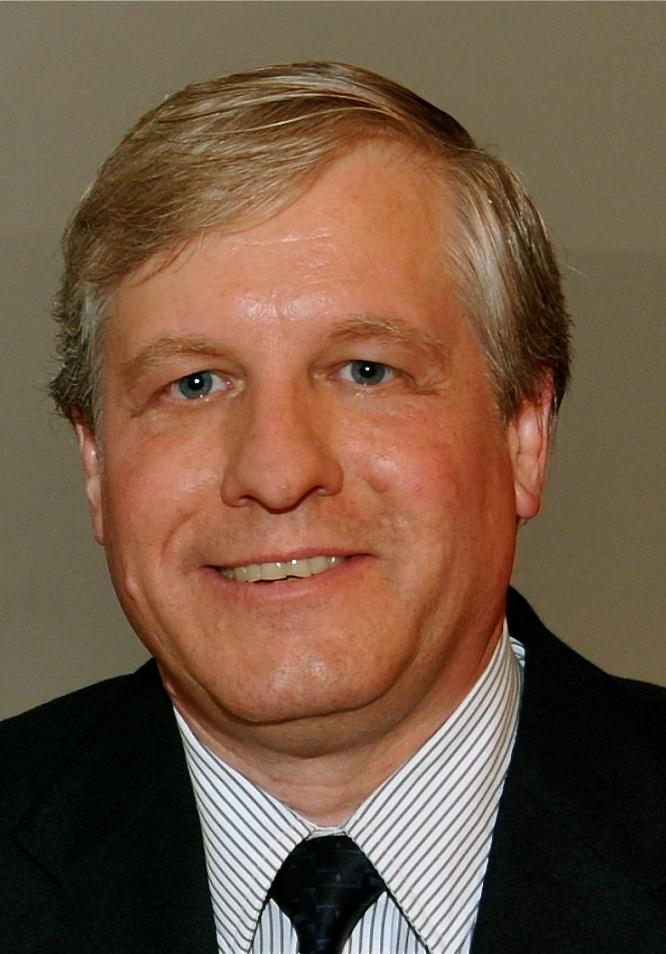
Scott D. Emr

Scott David Emr (* 8. Februar 1954 in Jersey City) ist ein US-amerikanischer Zellbiologe und Genetiker.
Emr erwarb 1981 an der Harvard Medical School einen Ph.D. in Molekulargenetik. Als Postdoktorand arbeitete er bei Randy W. Schekman an der University of California, Berkeley, bevor er 1983 am California Institute of Technology eine erste Professur (Assistant Professor, dann Associate Professor) erhielt. 1991 wechselte er auf eine ordentliche Professur an die University of California, San Diego, wo er zusätzlich für das Howard Hughes Medical Institute forschte.
Seit 2007 ist er Gründungsdirektor des Weill Institute for Cell and Molecular Biology und Professor für Molekularbiologie und Genetik an der Cornell University.
Scott D. Emr und Mitarbeiter befassen sich mit Steuerung der Zellkommunikation und des Membrantransports mittels Phosphoinositid-Kinasen, Proteinkinasen, selektiven Ubiquitin-Modifikationen und Vesikel-vermittelten Transportprozessen, darunter ESCRT (endosomal sorting complexes required for transport).
Emr hat (Stand September 2024) einen h-Index von 141 (Google Scholar) bzw. von 116 (Scopus).
1998 wurde Emr zum Mitglied der American Academy of Microbiology gewählt (eine Auszeichnung der American Society for Microbiology), 1999 zum Fellow der American Association for the Advancement of Science, 2004 zum Mitglied der American Academy of Arts and Sciences, 2007 der National Academy of Sciences und 2008 der European Molecular Biology Organization. Emr erhielt 2014 die Van Deenen Medal des Institute of Biomembranes und 2017 die Keith R. Porter Lecture der American Society for Cell Biology. 2021 wurde er mit dem Shaw Prize in Life Sciences ausgezeichnet, 2024 mit dem Louisa-Gross-Horwitz-Preis.